# Festival international du film fantastique de Neuchâtel 2025
 (juin 2025).
La mise en forme du texte ne suit pas les recommandations de Wikipédia : il faut le « wikifier ».
Les points d'amélioration suivants sont les cas les plus fréquents. Le détail des points à revoir est peut-être précisé sur la page de discussion.
- Les titres sont pré-formatés par le logiciel. Ils ne sont ni en capitales, ni en gras.
- Le texte ne doit pas être écrit en capitales (les noms de famille non plus), ni en gras, ni en italique, ni en « petit »…
- Le gras n'est utilisé que pour surligner le titre de l'article dans l'introduction, une seule fois.
- L'italique est rarement utilisé : mots en langue étrangère, titres d'œuvres, noms de bateaux, etc.
- Les citations ne sont pas en italique mais en corps de texte normal. Elles sont entourées par des guillemets français : « et ».
- Les listes à puces sont à éviter, des paragraphes rédigés étant largement préférés. Les tableaux sont à réserver à la présentation de données structurées (résultats, etc.).
- Les appels de note de bas de page (petits chiffres en exposant, introduits par l'outil «  Source ») sont à placer entre la fin de phrase et le point final[comme ça].
- Les liens internes (vers d'autres articles de Wikipédia) sont à choisir avec parcimonie. Créez des liens vers des articles approfondissant le sujet. Les termes génériques sans rapport avec le sujet sont à éviter, ainsi que les répétitions de liens vers un même terme.
- Les liens externes sont à placer uniquement dans une section « Liens externes », à la fin de l'article. Ces liens sont à choisir avec parcimonie suivant les règles définies. Si un lien sert de source à l'article, son insertion dans le texte est à faire par les notes de bas de page.
- La présentation des références doit suivre les conventions bibliographiques. Il est recommandé d'utiliser les modèles {{Ouvrage}}, {{Chapitre}}, {{Article}}, {{Lien web}} et/ou {{Bibliographie}}. Le mode d'édition visuel peut mettre en forme automatiquement les références.
- Insérer une infobox (cadre d'informations à droite) n'est pas obligatoire pour parachever la mise en page.

Pour une aide détaillée, merci de consulter Aide:Wikification.
Si vous pensez que ces points ont été résolus, vous pouvez retirer ce bandeau et améliorer la mise en forme d'un autre article.
Le Festival international du film fantastique de Neuchâtel 2025, 24e édition du festival, se déroule du 4 au 12 juillet 2025.

## Déroulement et faits marquants
Cette 24e édition se déroule du 4 juillet au 12 juillet 2025.
Le 8 avril 2025 le NIFFF présente une nouvelle configuraton pour son Open Air à la Place des Halles. Concrétisé jusqu'en 2024 par une structure en métal tout en miroirs avec des gradins couverts, cet espace occupera désormais toute la longueur de la place, y compris les terrasses, en collaboration étroite avec les restaurateurs.
Le 24 avril 2025, le festival dévoile le thème de sa rétrospective, Take Care, programme qui explore la bienveillance qui peut se transformer en enfer pour ceux qui la subissent. Inspiré par ce thème, le Centre d’art Neuchâte propose le projet Care Taken de l'artiste Maria Guta. La Maison d'Ailleurs présente une exposition intitulée Mens sana in corpore sano en proposant des documents sortis de ses archives.
Le 27 mai 2025, en collaboration avec l'Université de Neuchâtel, le festival annonce un programme intitulé Smells Like Teen Spirit composé de trois films se déroulant sur un campus : Carrie au bal du diable, The Faculty et Whispering Corridors.
Le film d'ouverture est annoncé le 12 juin 2025, Dalloway de Yann Gozlan ainsi que la présence de Cécile de France pour l'occasion,.
Lieux : Théâtre du Passage 1, Théâtre du Passage 2, Arcades, Rex, Studio, Open Air Place de Halles, La Villa, Jardin Anglais (Festival OFF)

## Jurys et invités

### Le jury international
- Jean-Baptiste Del Amo, écrivain
- Emil Ferris, illustratrice
- Hélène Frappat, autrice, philosophe, traductrice
- John Hsu, réalisateur
- Olivier Theyskens, fashion designer

### Jury Méliès
- Todd Brown, producteur, journaliste
- Diane Launier, directrice de La Tour du Fantastique

### Jury SSA/Suisseimage
- Allessandra Gavin-;üller, réalisatrice
- Davide Staffiero, directeur du festival Altroquando, écrivain

### Jury critique internationale
- Margaux Baraison, jounaliste
- Ben Croll, journaliste
- Camille Regache, journaliste

## Sélection

### Longs métrages

#### Compétition Internationale
- A useful Ghost (2025) de Ratchapoom Boonbunchachoke
- Alpha (2025) de Julia Ducournau
- Honey Bunch (2025) de Madeleine Sims-Fewer, Dusty Mancinelli
- La Tour de glace (2025) de Lucile Hadžihalilović
- Mother's Baby (2025)  de Johanna Moder
- Obex (2025) d'Albert Birney
- Que ma volonté soit faite (2025) de Julia Kowalski
- Reflet dans un diamant mort (2025) de Hélène Cattet et Bruno Forzani
- Sasyq (2025) de Yerden Telemissov
- The Home (2025) de Mattiad J. Skoglund
- This Thing with Feathers (2025) de Dylan Southern
- The Ugly Stepsister (2025) de Emilie Blichfeldt
- Touch Me (2025) d'Addison Heimann
- U Are the Universe (2024) de Pavlo Ostrikov

#### Asian Competition
- Baby Assassins: Nice Days (Baby Walkure: Naisu Deizu, 2024) de Yugo Sakamoto
- Bokshi (2025) de Bhargav Saikia
- Dollhouse (2025) de Shinobu Yaguchi
- Dui Shaw (2025) de Nuhash Humayun
- Exit 8 (2025) de Genki Kawamura
- New Group (2025) de Yuta Shimotsu
- Noise (2024) de Kim Soo-jin
- Rewrite (2025) de Daigo Matsui
- The Old Woman with a Knife (Pa-gwa, 2025) de Min Kyu-dong
- Thunderbolt Fantasy: Sword Seeker (Thunderbolt Fantasy: Touri-ken Yuuki Saishuushou, 2025) de Gen Urobuchi

#### Cérémonies
- Dalloway (2025) de Yann Gozlan
- Hi-Five (2025) de Kang Hyoung-chul

##### Invités Cérémonie
- Cécile de France, actrice, Dalloway  Belgique

#### Third Kind
- Le Clan des bêtes (Bring Them Down, 2024)  de Christopher Andrews
- Cloud (Kuraudo, 2024) de Kiyoshi Kurosawa
- Eddigton (2025) Ari Aster
- Gatillero (2025) Cristian Tapia Marchiori
- Hallow Road (2025) Babak Anvari
- L'engloutie (2025) de Louise Hémon
- La città proibita (2025) de Gabriele Mainetti
- Opus (2025) Mark Anthony Green
- Par amour (2024) Élise Otzenberger
- Sirat (Sirât, 2025) Oliver Laxe
- The Gesuidouz (2024) Kenichi Ugana
- The Rule of Jenny Pen (2024) James Ashcroft

#### Ultra Movies
- La nuit des clowns (Clown in a Cornfield, 2025) d'Eli Craig
- Dangerous Animals (2025) de Sean Byrne
- Dead Talents Society (2024) John Hsu
- Gibier 2025) Abel Ferry
- Hotspring Sharkattack (2024) Morihito Inoue
- Jimmy and Stiggs (2024) Joe Begos
- Lesbian Space Princess (2025) de Leela Varghese et Emma Hough Hobbs
- Orang Ikan (2024) Mike Wiluan
- Redux Redux (2025) de Kevin McManus et Matthew McManus
- Transcending Dimensions (2025) Toshiaki Toyoda

#### Amazing Switzerland
- After Darkness (1985) Dominique Othenin-Girard, Sergio Guerraz
- Das Gespensterhaus (1942) de Franz Schnyder
- Electrid Child (2024) de Simon Jaquemet
- Le prince barbare (1988) de Pierre Koralnik

#### Take Care
- A cure for Wellness (2016) Gore Verbinski
- Une page de folie  (Kurutta ippêji, 1926)  Teinosuke Kinugasa
- Deux Sœurs (Janghwa, Hongryeon, 2003) Kim Jee-woon
- Club Zero ((2023) Jessica Hausner
- Morts suspectes (Coma, 1978)  de Michael Chrichton
- Canine (Kynodontas, 2009) de Yorgos Lanthimos
- Évolution (2015) Lucile Hadžihalilović
- Hungry Hearts (2014) de Saverio Costanzo
- Infection (2004) Masayuki Ochiai
- Misery (1990) de Carl Reiner
- Incidents de parcours (Monkey Shines ,1988) de George A. Romero
- Patrick (1978) de Richard Flanklin
- Rage (Rabid, 1977) de David Cronenberg
- Relic (2020) de Natalie Erika James
- Safe (1995) Todd Haynes
- Sick of Myself (2022) Kristoffer Burgli
- Le Cerveau qui ne voulait pas mourir (1962) de Joseph Green
- The Cured (2017) de David Freyna
- Elephant Man (The Elephan Man, 1980) de David Lynch
- Paranoïa (2018) de Steven Soderbergh

## Palmarès
| Prix                                                              | Attribué à                                     | de                    | Pays                                    |
| ----------------------------------------------------------------- | ---------------------------------------------- | --------------------- | --------------------------------------- |
| Prix H. R. Giger Narcisse du meilleur film                        | La Tour de glace                               | Lucile Hadžihalilović | France Allemagne Italie                 |
| Prix Imaging The Future meilleur production design                | La Tour de glace                               | Lucile Hadžihalilović | France Allemagne Italie                 |
| Mention spéciale de jury international                            | Que ma volonté soit faite                      | Julia Kowalski        | France Pologne                          |
| Méliès d'argent du meilleur long métrage européen                 | The Ugly Stepsister                            | Emilie Blichfeldt     | Norvège Danemark Roumanie Pologne Suède |
| Prix RTS du public                                                | U Are the Universe                             | Pavlo Ostrikov        | Ukraine                                 |
| Prix de la Jeunesse                                               | U Are the Universe                             | Pavlo Ostrikov        | Ukraine                                 |
| Prix du meilleur film asiatique                                   | Rewrite                                        | Daigo Matsui          | Japon                                   |
| Prix H. R. Giger Narcisse du meilleur court métrage suisse        | TV oder die Ruhestörung an der Waldbergstrasse | Frederic Siegel       | Suisse                                  |
| Nomination pour le Méliès d'Or du meilleur court métrage européen | Stomach Bug                                    | Matty Crawford        | Royaume-Uni                             |
| Prix du public du meilleur court-métrage                          | Playing God                                    | Matteo Burani         | France Italie                           |
| Prix de la jeunesse du court-métrage                              | The eggregores’ theory                         | Andrea Gatopoulos     | Italie                                  |